# Никольская церковь (Новый Милет)
Никольская церковь (церковь Святителя Николая в Новом Милете) — приходская церковь в селе Новый Милет городского округа Балашиха. Построена в 1904 году на территории усадьбы Милет. Объект культурного наследия регионального значения.

## История
Усадьба Милет, известная как минимум с начала XVIII века, принадлежала царевне Елизавете Петровне, Воронцовым, Голицыным, Ухтомским. Новая приходская церковь построена в 1902—1904 гг. по проекту архитектора Мусе. Средства на строительство были пожертвованы промышленником и купцом 1-й гильдии С. И. Орловым. Земельный участок для церкви пожертвовала владелица усадьбы княгиня Л. М. Морголи в память о своём муже С. А. Ухтомском, депутате дворянского собрания Богородского уезда. От усадьбы, помимо церкви, сохранился только регулярный парк, памятник природы.
В советский период храм был закрыт, в 1930-х гг. здание приспособлено под склад, позднее цех электромеханического завода. После Великой Отечественной войны в здании был клуб, в позднесоветские годы — спортзал. Здание было разделено на два этажа, снесено завершение колокольни и глава. Здание возвращено верующим в 1993 году, произведена реставрация с восстановлением облика.

## Архитектура
Кирпичное здание церкви расположено на главной оси бывшего усадебного парка. Храм выстроен в ретроспективном стиле с элементами эклектики. Образцом для трёхчастной структуры церкви, конструкции и характера внешнего декора стали храмы XVII века.
Основной объём храма — бесстолпный двусветный четверик, завершённый парусным сводом, над которым небольшая глава на глухом барабане (восстановлена при реставрации). Трапезная перекрыта сомкнутым сводом. Полуциркульные оконные проёмы крупные, их обрамления образуют аркаду. Аналогично обрамлены порталы. В традициях русской архитектуры оформлены карнизы с поребриком, зубчиками и ширинками. Колокольня квадратная в основании, её верхний ярус был восстановлен при реставрации. Уцелели первоначальные мозаичные бетонные полы.